# Hamilton (Washington)
Hamilton è un comune degli Stati Uniti d'America, situato nello Stato di Washington, nella Contea di Skagit.